# المشروع التعاوني لفترة ما حول الولادة
المشروع التعاوني لفترة ما حول الولادة (يُختصر بCPP) والمعروف أيضًا باسم المشروع التعاوني  القومي لفترة ما حول الولادة (NCPP)، هوعبارة عن دراسة جماعية مستقبلية  بعيدة المدى أُجريت على مناطق متعددة‘ صُممت لتحديد آثار المضاعفات أثناء الحمل أو فترة ما حول الولادة على نتائج الولادة والطفل، خاصةً  الاضطرابات العصبية مثل الشلل الدماغي. وقد أجراه المعهد الوطني للإضطرابات العصبية واضطرابات التواصل والسكتة الدماغية على أكثر من 55000 من الأمهات الحوامل في 12 موقعًا في جميع أنحاء الولايات المتحدة من  العام 1959 إلى  1965. وتُتعتبر واحدة من أكبر وأوسع الدراسات الوبائية في التاريخ الأمريكي؛ وفقًا لمارك كليبانوف: «لم تقم أي دراسة تُسند إلى الولايات المتحدة للحمل والطفولة أجريت قبل أو منذ ذلك الحين بحجمها واتساعها وعمقها».

## تاريخ  المشروع
أُنشئ المشروع التعاوني في عام 1954، عندما تم الموافقة على تمويل الدراسة كبند في ميزانية المعهد الوطني للأمراض العصبية والعمى (والتي سُميت فيما بعد بالمعهد القومي للإضطرابات العصبية والسكتة الدماغية). وكان يُطلق عليه في الأصل «الدراسة التعاونية للشلل الدماغي، والتخلف العقلي، وغير ذلك من الاضطرابات العصبية والحسية للرضّع والأطفال». ثم أُعيدت تسميته فيما بعد بمشروع الشلل الدماغي، ثم أُعيدت تسميته مرة أخرى إلى المشروع التعاوني لفترة ماحول الولادة. وفي الآونة الأخيره، كثيرا ما أضيفت كلمة «الوطني أو القومي» إلى اسم الدراسة. كان الأمر مثيرا للجدل منذ بدايتها، حيث زعم النقاد أن البيانات التي يتم جمعها كانت رديئة النوعية، وأن تمويل الدراسة من الأفضل أن ينفق على عددًا أكبر من المشروعات الأصغر والأكثر تركيزًا. ومع ذلك، أظهرت دراسات التحقق لاحقًا أن بيانات الدراسة كانت في الواقع عالية الجودة.

## الطرق والوسائل
إلتحقت أول امرأة بالمشروع في 2 يناير 1959. وقد أُجري هذا البرنامج في 12 مركزًا أكاديميًا، مما كان له ميزة تيسير مشاركة الخبراء في البحوث وإكمال المتابعة، بيد أنه بدأ في التراجع في التمثيل. وكان لكل مركز أيضا إطار خاص به لأخذ العينات، ولكن تم وضع العديد من المراجعات لضمان تمثيل المشاركين الذين تم تعيينهم لإطار أخذ العينات. بعدها قام الباحثون بجمع بيانات عن "وزن وطول ووقت الحمل للمشاركين قبل الحمل؛ كما تم جمع البيانات الأخرى ذات الصلة مثل التوزيع السكني والبيانات المتعلقة بالتدخين؛ والتاريخ الإنجابي، والطبي، وأمراض النساء. كذلك تم إجراء فحص الأمومة في مصل الدم لكل امرأة في كل زيارة للدراسة.

## النتائج المنشورة
نُشرالتقرير الرئيسي الأول الذي يصف نتائج الدراسة كان بعنوان «النساء وحملهن» في عام  1972. كما تم مواصلة الدراسة على 37,431  طفل وُلدوا من العام 1959 إلى عام 1966؛ وقد تم وصف نتائج هذه المتابعة في كتاب «السنة الأولى من الحياة» في العام  1979